# Laballós
Laballós es una localidad perteneciente al municipio de Vega de Valcarce en la comarca leonesa del Bierzo. Se encuentra ubicada al noroeste de la capital municipal a unos 1200 metros de altitud. Su población, en 2013, es de diez habitantes.  Administrativamente, forma, junto al Castro, una única Entidad Local Menor. 

## Historia
En 1834, cuando se realizó en España la primera división del territorio nacional en partidos judiciales, quedó adscrito al partido judicial de Villafranca del Bierzo.  En 1966 se suprimió el partido judicial de Villafranca del Bierzo y pasó a estar adscrito al partido judicial de Ponferrada.
En 1858 contaba con la categoría de aldea y 42 habitantes.
Desde el punto de vista religioso, Laballós perteneció tradicionalmente a la diócesis de Lugo hasta que, a raíz del concordato entre España y la Santa Sede de 1953, que propugnaba ajustar en la medida de lo posible el territorio de las diócesis al de las provincias civiles, en 1955 pasó a depender de la diócesis de Astorga.

## Comunicaciones
La carretera LE-4106 comunica Laballós con la N-006A.

## Otros lugares de interés
En las cercanías de Laballós se encuentra el vértice geodésico de Las Candas al que se accede por carretera asfaltada desde Laballós.